# Quadro de Punnett

Um quadro de Punnett mostrando um típico Cruzamento teste

Um quadro de Punnett ou quadrado de Punnett ou xadrez mendeliano, é um diagrama que permite determinar a herança genética resultada de um cruzamento entre pais. Este diagrama tem o nome do cientista Reginald Punnett que estabeleceu estes princípios.
Este quadro pode ser usado também para qualquer população, permitindo ilustrar o cálculo da frequência esperada dos diversos genótipos possíveis, na hipótese que diz respeito à lei de Hardy-Weinberg, considerando as frequências alelas a, b, c,..., n dos alelos A, B, C,..., N de um gene com cromossomos homólogos, por exemplo.
Este quadro se aplica também para os genes portados pelo cromossomo X nas mulheres XX, mas não pode ser aplicado aos homens que são XY, e a frequência genotípica ligada aos cromossomos sexuais é estritamente idêntica à frequência alela. Por exemplo, para o daltonismo, o gene mutante está presente no cromossomo X a uma frequência de 0,07 e o gene selvagem dele a 0,93, observamos 7% dos homens afetados, e apenas 5 mulheres afetadas em 1000, seria os 0,70*0,07 homozigotos, os 2*0,07*0,93 heterozigotos não sendo daltônicos, o gene normal compondo o gene afetado. Na verdade menos mulheres são afetadas, pois este raciocínio é simplificado, e não leva em consideração o fato que existe diversos tipos de daltonismo ligados ao cromossomo X (pronatopia, deuteranopia, etc.) a presença de um gene de pronatopia pode compensar um gene de deuteranopia e inversamente, nas mulheres..., independentemente de uma grande variabilidade individual. E também há a pleiotropia e o heredograma.
|                       |   | Frequências genéticas | Frequências genéticas | Frequências genéticas |
| a                     | b | c                     |                       |                       |
| --------------------- | - | --------------------- | --------------------- | --------------------- |
| Frequências genéticas | a | a*a                   | a*b                   | a*c                   |
| Frequências genéticas | b | b*a                   | b*b                   | b*c                   |
| Frequências genéticas | c | c*a                   | c*b                   | c*c                   |